# 鶴辰
鶴辰（韓語：학진，1991年8月16日—），或有譯名為學振，韓國男演員，從小學到大學為止是韓國排球選手，因腳跟肩膀不好，經常負傷決定不再做排球選手。2014年開始接拍音樂錄影帶，2016年開始演員活動。

## 演出作品

### 電視劇
| 年份 | 電視臺 | 劇名           | 角色       | 備註 |
| 2016 | JTBC   | 所羅門的偽證   | 金東賢     |      |
| 2017 | KBS    | 爸爸好奇怪     | 娜英前男友 |      |
| 2018 | JTBC   | 先熱情地打掃吧 | 李東賢     |      |

### 網路劇
| 年份 | 播放平台     | 劇名        | 角色   | 備註        |
| 2016 | NAVER tvcast | 噩夢老師    | 石畢浩 |             |
| 2016 | NAVER tvcast | The Miracle | 韓孝成 | [ 1 ] [ 2 ] |

### 綜藝節目
- 2016年 KBS《我們小區藝體能》排球篇[3]
- 2017年 tvN《Society Game》第二季

### MV
- 2014年 Wax《Glass Heart》
- 2015年 2EYES《PIPPI》

## 外部連結
- 官方网站
- 鶴辰的Instagram帳戶